# Ernest Wamba dia Wamba
Ernest Wamba dia Wamba (Sundi-Lutete (Kongo-Central, toen Belgisch-Congo, 1942 - Kinshasa, 15 juli 2020) was een Congolees hoogleraar politieke filosofie, rebellenleider en politicus.

## Levensloop
Wamba dia Wamba groeide op in een Zweedse missieschool in de tijd van de predikingen van Simon Kimbangu en de Congocrisis.
Van het African-American Institute kreeg hij een studiebeurs waarmee hij in de Verenigde Staten studeerde aan de universiteit van Western Michigan in Kalamazoo. Hij schreef zijn proefschrift over de filosofen Maurice Merleau-Ponty en Jean-Paul Sartre. Daarna studeerde hij aan Claremont en gaf hij vervolgens les aan de Brandeis-universiteit en daarna aan de Harvard-universiteit.
In de VS trouwde hij met een Afro-Amerikaanse vrouw die betrokken was bij de vrijheidsbeweging. Aan het begin van de dekolonisatieperiode in Afrika sloot Wamba dia Wamba zich zelf ook aan bij verschillende panafrikaanse bevrijdingsbewegingen in de VS.
Vanaf 1980 werkte hij als hoogleraar geschiedenis aan de universiteit van Dar es Salaam in Tanzania. Een jaar later bezocht hij het dorp van zijn ouders in Congo met een door hem geschreven paper dat de regering van Mobutu Sese Seko beoordeelde als staatsondermijnend en hem een gevangenisstraf opleverde van een jaar.
Hij bleef een belangrijke rol van betekenis spelen in zowel wetenschappelijke als politieke kringen in Afrika. Zo was hij onder meer van 1992 tot ca. 1996 voorzitter van de Raad voor de Ontwikkeling van Sociaal Wetenschappelijk Onderzoek in Afrika (CODESRIA). In 1997 schreef hij samen met Jacques Depelchin de African Declaration Against Genocide. Hetzelfde jaar werd hij onderscheiden met een Prins Claus Prijs voor zijn wetenschappelijke bijdrage aan de Afrikaanse filosofie en het aanwakkeren van filosofisch debat over sociale en politieke thema's in Afrika.
Rond deze tijd werkte hij nauw samen met de Tanzaniaanse president Julius Nyerere om een einde te brengen aan de burgeroorlog van Burundi. Vervolgens werd hij aan het begin van de tweede Congolese Burgeroorlog gekozen tot hoofd van de rebellenbeweging Congolese Rally voor Democratie in Goma die werd gesteund door de regeringen van Oeganda en Rwanda. Hij kreeg te maken met meerdere aanslagen op zijn leven totdat de RCD uiteen viel in twee groeperingen tussen november 1998 tot 16 mei 1999 en hij aan de kant werd gezet door Émile Ilunga.
Hij vluchtte met zijn factie naar Kisangani dat onder controle stond van Oeganda, waar hij opnieuw te maken kreeg met een interne machtsstrijd, ditmaal geleid door Mbusa Nyamwisi, waarna zijn beweging zich opnieuw opsplitste. Nadat zijn groepering zich daarna nogmaals opdeelde, trok Oeganda de steun aan hem in.
Nadat de Inter-Congolese dialoog de oorlog beëindigde, werd Wamba dia Wamba lid van de nieuwe regering. Hij bracht de discussie op gang over de vestiging van een functionerende democratie in zijn land en schrijft over politieke filosofie. Hij introduceerde innovatief werk over de Parijse filosoof Alain Badiou, dat van invloed werd op Afrikaanse wetenschappers als Jacques Depelchin en Michael Neocosmos.